# تصلب بريتوني مغلف
التصلب البريتوني المغلف متلازمة سريرية مزمنة ذات بداية خبيثة تظهر على شكل نقص تغذية مزمن مترافق بأعراض انسداد معوي متفرقة أو حادة أو تحت حادة. ترتبط الديلزة البريتونية غالبًا بالتصلب البريتوني المغلف، خاصةً عند إيقاف عملية الديلزة. يتم تأكيد التشخيص من خلال الملاحظات العيانية و/أو الإشعاعية لتغلف الأمعاء أو التكلس أو زيادة سماكة الصفاق (البريتوان) أو التصلب.
تشمل العلاجات المُبلغ عنها استخدام الأدوية المضادة للتليف، مثل عقار تاموكسيفين، والأدوية المثبطة للمناعة، مثل الكورتيكوستيرويدات، والدعم الغذائي والجراحة لإزالة المادة الليفية.

## العلامات والأعراض
عادةً ما يعاني المرضى من أعراض في البطن مثل تغير عادات الأمعاء والغثيان والإقياء وفقدان الشهية والشبع المبكر. في المراحل المبكرة، يمكن ربط هذه الأعراض بالعلامات الالتهابية مثل الحمى وارتفاع مستوى البروتين المتفاعل سي و/أو استسقاء بطني دموي.
ترتبط آلام البطن والشعور بالامتلاء والانسداد المعوي الواضح ووجود كتلة في البطن بالمراحل المتأخرة من التصلب البريتوني المغلف. تصبح الأمعاء مغطاة تدريجيًا بشرنقة ليفية، ما يسبب فقدان الوزن وسوء التغذية وانسداد الأمعاء ونقص التروية والاختناق والعدوى والموت.

## الأسباب
عادةً ما يُلاحظ التصلب البريتوني المغلف لدى المرضى الذين يعانون من الداء الكلوي في المرحلة النهائية والذين يتلقون علاجًا بالديلزة البريتونية على المدى الطويل. يسبب كل من ارتفاع نسبة الجلوكوز في الديالة (سائل الديلزة) وقيمة الأس الهيدروجيني الحمضية ضررًا للصفاق. تعزز التراكيز العالية من الجلوكوز مدروجي التناضح والانتشار عبر الصفاق، بينما تمنع قيمة الأس الهيدروجيني المنخفضة تشكل منتجات تحلل الجلوكوز الضارة. تتشكل منتجات تحلل الجلوكوز عندما يتم تسخين الديالة بهدف التعقيم ويؤدي ذلك إلى تشكيل النواتج النهائية للغلوزة المتقدمة عند وجود الجلوكوز. أصبحت المحاليل المتوافقة حيويًا والتي تحتوي على نسبة أقل من منتجات تحلل الجلوكوز مستخدمة بشكل متكرر، ما يحد من الضرر البريتوني.
قد يحدث التصلب البريتوني المغلف أيضًا لدى المرضى الذين لا يخضعون للديلزة البريتونية ولكنهم يعانون من أمراض أخرى مثل الانتباذ البطاني الرحمي والغرناوية (ساركويد) والسرطان داخل الصفاق والبطن والاستسقاء البريتوني المزمن والعلاج الكيميائي داخل الصفاق وتعرض الصفاق للجسيمات المعلقة أو المطهرات وجراحة البطن والالتهابات داخل الصفاق (السل) وتناول حاصرات بيتا.

## العلاج
يوصى بمعالجة السبب الكامن وراء التصلب البريتوني المغلف إذا كان ذلك ممكنًا. يتطلب ذلك الانتقال من الديلزة البريتونية إلى الديال الدموي عند ضرورة إجراء الديلزة.
يجب تقييم الحالة التغذوية عند تشخيص التصلب البريتوني المغلف. لا يمكن علاج التصلب البريتوني المغلف بشكل فعال من خلال إراحة الأمعاء أو التغذية الكاملة بالحقن وحدها؛ ومع ذلك، يعد التأكد من حصول المريض على التغذية الكافية أمرًا بالغ الأهمية. في كثير من الأحيان، لا يمكن تحمل أنبوب التغذية بسبب الانسداد، ما يستلزم تغذية كاملة بالحقن.
استُخدمت العديد من الأدوية لاستهداف المكون الالتهابي للتصلب البريتوني المغلف مثل مثبطات هدف الثدييات من الراباميسين والسيكلوسبورين وموفيتيل الميكوفينولات والكولشيسين والكورتيكوستيرويدات والآزاثيوبرين.
بالنسبة للمرضى الذين يعانون من تليف شديد، قد لا يكون تثبيط المناعة كافيًا. يعد عقار تاموكسيفين عاملًا قويًا مضادًا للتليف، وهو من معدلات مستقبلات الإستروجين الانتقائية التي تثبط عامل النمو المحول بيتا، وهو سيتوكين هام في عملية التليف.
نظرًا لأن جراحة التصلب البريتوني المغلف تستغرق وقتًا طويلًا وتعد خطرة ودقيقة، يجب إجراؤها فقط على المرضى الذين لم يستجيبوا للعلاج الطبي التحفظي، وإذا كان ذلك ممكنًا، في المرافق الطبية حيث توجد خبرة سابقة في تنفيذ مثل هذه الإجراءات.